# Рєзнік Василь Васильович
Василь Васильович Рєзнік (нар. 25 квітня 1931) — український радянський діяч, новатор виробництва, апаратник Черкаського цукрорафінадного заводу імені Фрунзе Черкаської області. Член ЦК КПУ в 1986—1990 р.

## Біографія
Член КПРС з 1958 року.
У 1950-х—1980-х роках — апаратник-варщик Черкаського цукрорафінадного заводу імені Фрунзе міста Черкас Черкаської області.
Потім — на пенсії в місті Черкасах.

## Нагороди
- орден Леніна (19.02.1974)
- ордени
- медалі